# 小林雅夫
小林 雅夫（こばやし まさお、1940年9月3日 - 2016年1月23日）は、日本の西洋史学者。早稲田大学名誉教授。専門は古代ローマ史。
東京都中央区生まれ。1960年早稲田大学高等学院卒業。1964年早稲田大学第一文学部卒業。1971年同大学大学院文学研究科博士課程単位取得満期退学。1977年早稲田大学文学部専任講師、1980年同助教授、1985年同教授。2009年定年退職、名誉教授。

## 著書

### 単著
- 『古代ローマの人々 家族・教師・医師』早稲田大学文学部 2005
- 『古代ローマのヒューマニズム』原書房 2010

### 共編
- 『スペイン内戦とガルシア・ロルカ』川成洋,坂東省次,渡部哲郎,渡辺雅哉共編 南雲堂フェニックス　2007

### 翻訳
- A.グウィン『古典ヒューマニズムの形成 キケロからクィンティリアヌスまでのローマ教育』創文社 1974
- ピーター・レーヴィ『古代のギリシア』朝倉書店 図説世界文化地理大百科 1984
- ティム・コーネル, ジョン・マシューズ『古代のローマ』朝倉書店 図説世界文化地理大百科　1985
- アントニオ・サルトリ『エピグラフィア』相京邦宏共訳 イタリア文化会館 1992
- ライオネル・カッソン『古代の旅の物語 エジプト、ギリシア、ローマ』監訳 田畑賀世子,野中春菜訳 原書房 1998
- ジョン・ヘイウッド『世界古代文明誌 ヴィジュアル版』監訳 川崎康司,藤澤明寛訳 原書房 1998
- ナイジェル・スパイヴィー,マイケル・スクワイア『ギリシア・ローマ文化誌百科 ヴィジュアル版』松原俊文共監訳 原書房 世界史パノラマ・シリーズ　2006-07
- ローレンス・ケッピー『碑文から見た古代ローマ生活誌』梶田知志共訳 原書房 2006
- アンジェラ・ドナーティ『碑文が語る古代ローマ史』林要一訳 小林日本語版監修 原書房 2010

## 論文
- Cinii